# Cervell trino

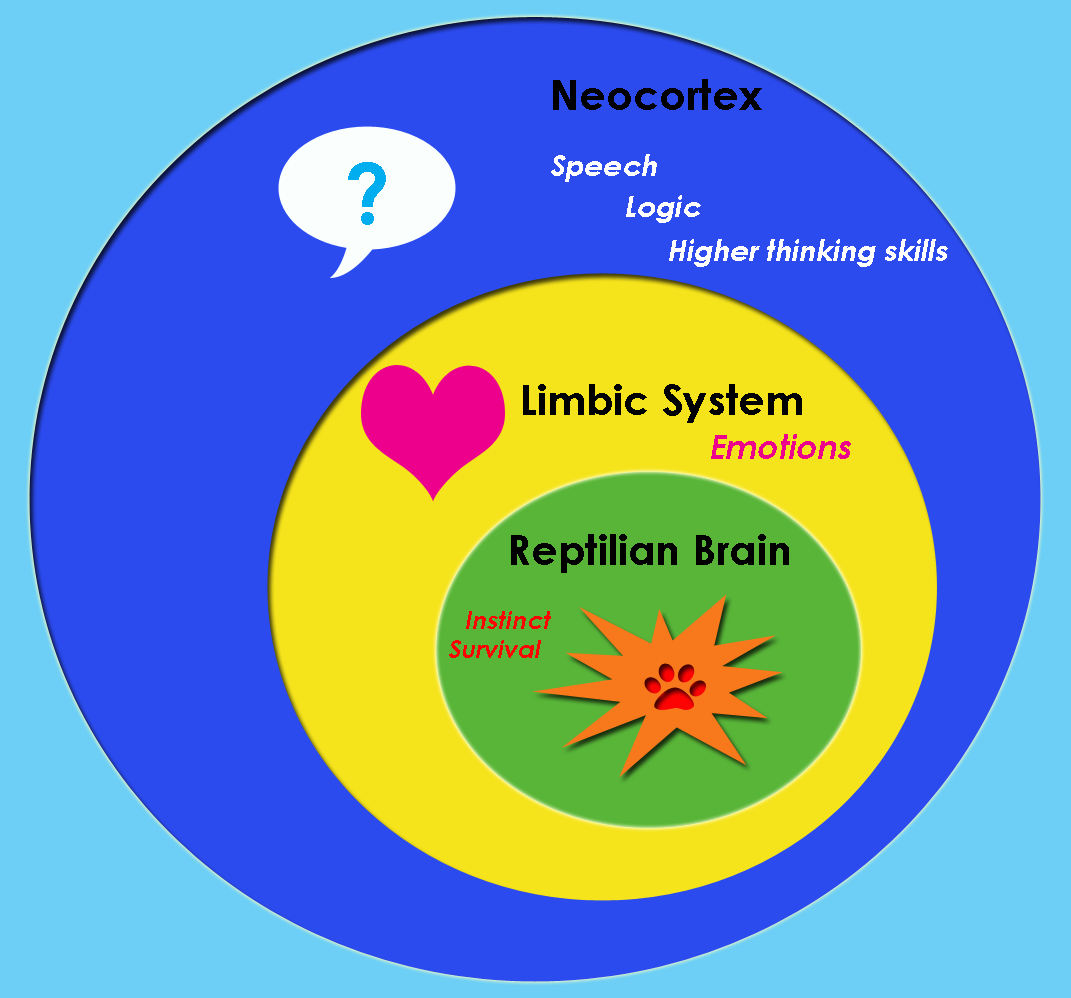
Model de la hipòtesi Triune Brain de MacLean.

El cervell trino és un model de l'evolució del prosencèfal i del comportament dels vertebrats, proposat pel metge i neurocientífic nord-americà Paul D. MacLean als anys 60. El cervell triun consisteix en el complex rèptil (ganglis basals), el complex paleomamífer (sistema límbic) i el complex neomamífer (neocòrtex), considerats cadascun independentment conscients, i com a estructures que s'afegeixen seqüencialment al cervell anterior en el curs de l'evolució. Segons el model, els ganglis basals s'encarreguen dels nostres instints primaris, el sistema límbic s'encarrega de les nostres emocions i el neocòrtex és responsable dels pensaments objectius o racionals.
Des de la dècada de 1970, en alguns cercles de la neurociència evolutiva i del desenvolupament, el concepte de cervell triun ha estat objecte de crítiques i és considerat per alguns com un mite. La majoria dels neurocientífics comparats de l'era posterior a l'any 2000 ja no avalen la hipòtesi a causa de les dures crítiques contra ella. És important matisar aquests crítics que plantegen errors reals en la teoria de MacLean però també cometen errors en la seva pròpia interpretació.
MacLean va formular originalment el seu model a la dècada de 1960 i el va proposar extensament al seu llibre de 1990 The Triune Brain in Evolution. La hipòtesi del cervell triuní es va familiaritzar a un ampli públic popular a través del llibre The Dragons of Eden de 1977 de Carl Sagan, guanyador del premi Pulitzer.

## Interaccions entre estructures
El model del cervell triun argumenta que aquestes estructures són relativament independents les unes de les altres, però que encara estan connectades entre si d'una forma o altra.
El model considera diferents comportaments cognitius com a causats per tres entitats diferents en lloc d'una. Es diu que el complex rèptil controla totes les accions instintives i impulsives, mentre que el complex neomamífer és responsable de mantenir els instints primitius restringits. Un exemple és controlar l'impuls de menjar. Sembla que si un té gana, això significa que el complex rèptil està ordenant al cos que mengi. Tanmateix, un individu té l'opció racional de no menjar quan té gana, i es diu que aquest pensament racional està controlat pel complex neomamífer. Així, el model suggereix que aquestes dues (i tres segons la situació) estructures es troben en una batalla perpètua per controlar el cos.

## Estat del model
MacLean va formular originalment la hipòtesi del cervell triunal als anys seixanta, basant-se en el treball neuroanatomic comparatiu realitzat per Ludwig Edinger, Elizabeth C. Crosby i Charles Judson Herrick a principis del segle xx. La dècada de 1980 va veure un renaixement de l'interès per la neuroanatomia comparada, motivat en part per la disponibilitat d'una varietat de noves tècniques neuroanatomiques per traçar els circuits dels cervells dels animals. Les troballes posteriors, segons l'expert en evolució del cervell humà, Terrence Deacon, han perfeccionat les idees neuroanatòmiques tradicionals en què MacLean va basar la seva hipòtesi. Deacon va esmentar que "l'addició evolutiva de diferents parts del cervell simplement no és realista". No obstant això, totes les parts del cervell ja existien, només es van desenvolupar més a mesura que l'espècie homosàpica va evolucionar i va obtenir experiències vitals.